# Taghkanic
Taghkanic – miasto w Stanach Zjednoczonych, w stanie Nowy Jork, w hrabstwie Columbia.